# 奥斯汀警察局
奥斯汀警察局（英語：Austin Police Department）是服务于美国德克萨斯州奥斯汀市的主要执法机构。截至2010财政年度，该机构的年度预算超过4.02亿美元，雇用了大约2646名人员，其中包括约1600名警员。 布莱恩·曼利于2016年12月1日被任命为临时过渡总警监。

## 巡逻部门
- 中区指挥部（第1区）
- 北区及东北区指挥部（第2区）
- 东区及东南区指挥部（第3区）
- 南区及西南区指挥部（第4区）
- 西区及西北区指挥部（第5区）
- 公共安全分局（机场、公园及市区）
- 交通执法分局（高速公路、商用车辆、数码港、牌照及载重）

## 警阶
| 警阶                                      | 警徽 |
| ----------------------------------------- | ---- |
| 总警监（Chief of Police）                 |      |
| 副总警监（Chief of Staff）                |      |
| 助理总警监（Assistant Chief）             |      |
| 警监（Commander）                         |      |
| 警督（Lieutenant）                        |      |
| 警司（在职10年以上） 警司（在职不足10年） |      |
| 警探                                      |      |
| 高级警员                                  | 无   |

## 脚注
1. ↑  . City of Austin.   [June 29, 2017]. （原始内容存档于2021-01-17）.
2. ↑  .   [2018-08-30]. （原始内容存档于2021-03-09）.
3. ↑  McGlinchy, Audrey. . KUT. 2016-11-18  [2016-12-18]. （原始内容存档于2019-06-14）.